# Trạm xe buýt Vadodara
Trạm xe buýt Vadodara hay Bến xe buýt Trung tâm Vadodara là trạm xe buýt trung tâm thành phố Vadodara ở Gujarat, Ấn Độ.

## Lịch sử
Trạm xe buýt được xây dựng dưới sự hợp tác công tư giữa Tổng công ty Vận tải Đường bộ Bang Gujarat (GSRTC) và công ty bất động sản Cube Construction. Tòa nhà được biết đến qua tên gọi Ved Transcube Plaza với chi phí thi công lên đến 1,14 tỷ rupee (15 triệu đô la Mỹ), bến xe năm tầng nằm trên diện tích 2.4 lakh foot vuông. Bến này chuyên phục vụ hơn 800 xe buýt và có khoảng 28.000 đến 35.000 hành khách mỗi ngày. Khu phức hợp thương mại trong bến xe có tới 400 cửa hàng bán lẻ với diện tích trung bình từ 250 đến 350 feet vuông mỗi cửa hàng, một chợ trời, một khu ẩm thực với 22 cửa hàng, một rạp chiếu phim dạng multiplex bảy màn hình do hãng PVR Cinemas điều hành và một khách sạn bình dân 100 phòng.
Trạm xe buýt được Thủ hiến bang Gujarat lúc bấy giờ là Narendra Modi làm lễ khánh thành vào ngày 15 tháng 2 năm 2014.